# Jan Ferdinand Hertod z Todenfeldu
Jan Ferdinand Hertodt von Todenfeld (též z Todtenfeldu, německy Johann Ferdinand Hertodt von Todenfeld, 4. února 1645 Mikulov – 1714 Brno) byl rakousko-moravský lékař, učenec a alchymista. Zastával funkci císařského osobního lékaře v Brně.

## Život
Narodil jako syn Matyáše Franze Hertodta v Mikulově, městě na moravsko-rakouském pomezí. Vystudoval lékařství, působil a žil především v oblasti jižní Moravy. Široce se věnoval publikační činnosti v oborech botaniky, geologie či lékařství.
20 října 1670 se stal členem Leopoldiny, neboli německé akademie věd. Jeho první dílo Crocologia, věnované šafránu, se objevilo v souboru Ephemeris, vydaném v Leopoldině, kterýžto příspěvek byl podmínkou členství v akademii. Když 15 prosince 1670 zemřel císařský lékař Friedrich Ferdinand Illmer von Wartenberg, stal se Hertod jeho nástupcem ve funkci císařského lékaře císaře Leopolda I. O několik let později dosáhl šlechtického titulu říšského rytíře.
Zemřel roku 1714 v Brně.
Byl ženatý s Marií Apollonií Hertodovou z Todenfeldu. Z manželství vzešly čtyři děti, z nichž tři dosáhly dospělosti.

## Dílo
Napsal knihu o  (Crocologia 1671) a dílo Epistolam contra Philalethes sepsanou jako polemiku s alchymistou Irenaerem Philalethesem, roku 1670 vydal dílo Opus mirificum sextae diei, věnované lékařství.
Roku 1669 vydal ve Vídni knihu o botanice a geologii Moravy Tartaro Mastix-Moraviae, kde mj. popisuje nález stehenní kosti srstnatého nosorožce v jeskyních Pálavské oblasti mikulovskými kameníky. Jedná se tak o první zdokumentovaný nález pravěkých kosterních pozůstatků v oblasti Pálavy a jeden z prvních v českých zemích. Rovněž v knize uvádí první písemnou zprávu o chemickém složení luhačovické vody, popsal také způsob pitné léčby a úspěšné výsledky léčení. Roku 1792 pak pramen v Luhačovicích dostal název Vincentka.